# Riccardo Finzi
Riccardo Finzi è un personaggio letterario e cinematografico creato da Luciano Secchi nel 1978. 
È protagonista di una serie di libri pubblicati dal 1978 al 2022, nonché di un film, liberamente tratto dal primo di essi, diretto da Bruno Corbucci e interpretato da Renato Pozzetto: Agenzia Riccardo Finzi... praticamente detective.

## Opere letterarie
I libri sono stati editi da Editoriale Corno, Max Bunker Press, Mondadori e infine 1000VolteMeglioPublishing, gestita dalla figlia di Secchi.
- Agenzia Investigativa Riccardo Finzi (1978)
- Un sano delitto di gelosia (1979)
- Fotofinish (1981)
- Asso di picche (1986)
- Il serpente dagli occhi di smeraldo (1986)
- Pericolosamente tua (1986)
- In viaggio con la morte (1989)
- Omicidio secco (1991)
- Nel nome della mafia (1992)
- Rapina tragica (1992)
- L'assassino è tra noi (1994)
- Delitti pilotati (1994-2017)[2]
- Sparo per uccidere (1995)
- Signori, va in onda il crimine (1999)
- Morte al tiranno (2000)
- Penny black (2004)
- Jackpot (2005)
- Il vendicatore (2020)
- E poi entrò la morte (2022)

## Filmografia
- Agenzia Riccardo Finzi... praticamente detective (1979)